# Last Young Renegade
| Совокупная оценка | Совокупная оценка |
| Источник          | Оценка            |
| ----------------- | ----------------- |
| Metacritic        | 82/100            |
| Оценки критиков   |                   |
| Источник          | Оценка            |
| AllMusic          | [ 2 ]             |
| Kerrang!          | [ 3 ]             |
| Rock Sound        | [ 4 ]             |
| Paste             | [ 5 ]             |
| laut.de           | (без оценки)      |

Last Young Renegade — седьмой студийный альбом американской рок-группы All Time Low, вышедший 2 июня 2017 года под лейблом Fueled by Ramen. Первый сингл «Dirty Laundry» был представлен на BBC Radio 1 17 февраля 2017 года. Альбом дебютировал на первой строчке чарта Billboard 200, продажи достигли 33 000 экземпляров за первую неделю.

## Список композиций
| №                   | Название                                    | Автор(ы)                                                   | Длительность |
| ------------------- | ------------------------------------------- | ---------------------------------------------------------- | ------------ |
| 1.                  | «Last Young Renegade»                       | Алекс Гаскарт, Busbee                                      | 3:34         |
| 2.                  | «Drugs & Candy»                             | Алекс Гаскарт, Эндрю Гольдштейн, Дэн Бук                   | 3:38         |
| 3.                  | «Dirty Laundry»                             | Алекс Гаскарт, Колин Бриттен, Николас Фарлонг, Ник Лонг    | 3:17         |
| 4.                  | «Good Times»                                | Алекс Гаскарт, Эндрю Гольдштейн, Дэн Бук                   | 3:44         |
| 5.                  | «Nice2KnoU»                                 | Алекс Гаскарт, Колин Бриттен, Николас Фарлонг              | 3:16         |
| 6.                  | «Life of the Party»                         | Алекс Гаскарт, Svante Halldin, Джейкоб Хейзел, Кевин Фишер | 3:25         |
| 7.                  | «Nightmares»                                | Алекс Гаскарт, Эндрю Гольдштейн, Дэн Бук                   | 4:08         |
| 8.                  | «Dark Side of Your Room»                    | Алекс Гаскарт, Svante Halldin, Джейкоб Хейзел              | 3:26         |
| 9.                  | «Ground Control» (featuring Tegan and Sara) | Алекс Гаскарт, Harnage, Майк Грин, Фиби Райан              | 3:56         |
| 10.                 | «Afterglow»                                 | Алекс Гаскарт, Колин Бриттен, Николас Фарлонг              | 4:04         |
| Общая длительность: | Общая длительность:                         | Общая длительность:                                        | 36:31        |

| №                   | Название            | Длительность |
| ------------------- | ------------------- | ------------ |
| 11.                 | «Chemistry»         | 2:51         |
| 12.                 | «Vampire Shift»     | 3:15         |
| Общая длительность: | Общая длительность: | 42:38        |